# Padam … padam
Padam … padam ist der Titel eines Chansons von Edith Piaf aus dem Jahre 1951. Es war die Zeit, als sie eine Liaison mit dem bekannten Radrennfahrer Louis Gérardin hatte. Das Lied erzählt im Taktmaß eines Walzers von den Gefühlen der Sängerin, die von einer Melodie aus dem Schlag ihres Herzens verfolgt wird, und die sie nicht mehr loswerden kann: Cet air qui m'obsède jour et nuit, cet air n'est pas né d'aujourd'hui… (Diese Melodie, die mich Tag und Nacht beschäftigt, diese Melodie ist nicht von heute.…). Der Text stammt von Henri Contet, die Musik von Norbert Glanzberg.

## Musikalischer Aufbau
Das Chanson beginnt mit einer sechstaktigen orchestralen Einleitung im Walzertempo im 3/4-Takt, die aber abrupt abbricht und die Sängerin mit der ersten Strophe beginnen lässt. Jeweils gefolgt von dem Refrain, der aus den Wörtern Padam, padam, padam besteht und gegen Ende auf dramatische Weise vom Orchester begleitet wird, folgen zwei weitere Strophen, die sich langsam dem eigentlichen Thema des Liedes annähern, den zahlreichen Liebesbeziehungen der Sängerin. Der Komponist setzte das Stück in der Tonart c-Moll, in der Interpretation der Piaf von 1951 dauert es gut drei Minuten und endet in einem immer dramatischer werdenden rhythmisch hämmernden Nachspiel, in dem die Sängerin das letzte Wort im Satz …cet air, qui bat, qui bat comme un coeur de bois! (…diese Weise, sie schlägt, sie schlägt wie ein Herz aus Holz!) bis zum letzten Takt in voller Stimmkraft hält.

## Weitere Interpretationen
Da das Lied aufgrund seiner gefühlsbetonten Dramatik im Publikum immer noch große Wirkung zeigt, ist es auch heute noch bei vielen Sängerinnen beliebt. Zahlreiche Künstlerinnen interpretierten das Lied neu. So beispielsweise die französische Nouvelle-Chanson-Sängerin Zaz, die eine jazzige Version mit Pianobegleitung lieferte. Enger an die Piaf angelehnt ist die Interpretationen der ungarischen Pop-Sängerin Dóra Szinetár, die das Chanson mit temperamentvoller Inbrunst singt. Die Potsdamer Post-Sowjet-Punkband 44 Leningrad brachte das Chanson 2001 auf ihrem Album Cto! heraus. Auf Edith Piafs Abhängigkeit von schmerzstillenden Medikamenten spielt die erschütternd schonungslose Szenerie in der Darbietung des Chansons durch die ungarische Schauspielerin Éva Vári an.

## Hörprobe
- Edith Piafs Schallplattenaufnahme vom 15. Oktober 1951